# Championnat d'Angleterre de football 1920-1921
Navigation
Édition précédente Édition suivante
La 29e édition du championnat d'Angleterre de football est remportée par le Burnley Football Club. Après avoir terminé à la deuxième place la saison précédente, Burnley  gagne pour la toute première fois le titre de champion d’Angleterre. Il faudra attendre 1960 pour que le club réédite cet exploit.
Le système de promotion/relégation reste en place : descente et montée automatique, sans matchs de barrage pour les deux derniers de première division et les deux premiers de deuxième division. Derby County et Bradford Park Avenue descendent en deuxième division. Ils sont remplacés pour la saison 1921/22 par Birmingham City et Cardiff City.
Joe Smith, joueur de Bolton Wanderers, avec 38 buts, termine meilleur buteur du championnat. 

## Les clubs de l'édition 1920-1921
| Club                                      | Ville               |
| ----------------------------------------- | ------------------- |
| Arsenal Football Club                     | Londres             |
| Aston Villa Football Club                 | Birmingham          |
| Blackburn Rovers Football Club            | Blackburn           |
| Bolton Wanderers Football Club            | Bolton              |
| Bradford City Association Football Club   | Bradford            |
| Bradford Park Avenue Football Club        | Bradford            |
| Burnley Football Club                     | Burnley             |
| Chelsea Football Club                     | Londres             |
| Derby County Football Club                | Derby               |
| Everton Football Club                     | Liverpool           |
| Huddersfield Town Football Club           | Huddersfield        |
| Liverpool Football Club                   | Liverpool           |
| Manchester City Football Club             | Manchester          |
| Manchester United Football Club           | Manchester          |
| Middlesbrough Football Club               | Middlesbrough       |
| Newcastle United Football Club            | Newcastle upon Tyne |
| Oldham Athletic Association Football Club | Oldham              |
| Preston North End Football Club           | Preston             |
| Sheffield United Football Club            | Sheffield           |
| Sunderland Association Football Club      | Sunderland          |
| Tottenham Hotspur Football Club           | Londres             |
| West Bromwich Albion Football Club        | Birmingham          |

## Classement
| Rang | Équipe               | Pts | J  | G  | N  | P  | Bp | Bc | Diff |
| ---- | -------------------- | --- | -- | -- | -- | -- | -- | -- | ---- |
| 1    | Burnley              | 59  | 42 | 23 | 13 | 6  | 79 | 36 | +43  |
| 2    | Manchester City      | 54  | 42 | 24 | 6  | 12 | 70 | 50 | +20  |
| 3    | Bolton Wanderers     | 52  | 42 | 19 | 14 | 9  | 77 | 53 | +24  |
| 4    | Liverpool            | 51  | 42 | 18 | 15 | 9  | 63 | 35 | +28  |
| 5    | Newcastle United     | 50  | 42 | 20 | 10 | 12 | 66 | 45 | +21  |
| 6    | Tottenham Hotspur    | 47  | 42 | 19 | 9  | 14 | 70 | 48 | +22  |
| 7    | Everton              | 47  | 42 | 17 | 13 | 12 | 66 | 55 | +11  |
| 8    | Middlesbrough        | 46  | 42 | 17 | 12 | 13 | 53 | 53 | 0    |
| 9    | Arsenal              | 44  | 42 | 15 | 14 | 13 | 59 | 63 | -4   |
| 10   | Aston Villa          | 43  | 42 | 18 | 7  | 17 | 63 | 70 | -7   |
| 11   | Blackburn Rovers     | 41  | 42 | 13 | 15 | 14 | 57 | 59 | -2   |
| 12   | Sunderland           | 41  | 42 | 14 | 13 | 15 | 57 | 60 | -3   |
| 13   | Manchester United    | 40  | 42 | 15 | 10 | 17 | 64 | 68 | -4   |
| 14   | West Bromwich Albion | 40  | 42 | 13 | 14 | 15 | 54 | 58 | -4   |
| 15   | Bradford City        | 39  | 42 | 12 | 15 | 15 | 61 | 63 | -2   |
| 16   | Preston North End    | 39  | 42 | 15 | 9  | 18 | 61 | 65 | -4   |
| 17   | Huddersfield Town    | 39  | 42 | 15 | 9  | 18 | 42 | 49 | -7   |
| 18   | Chelsea              | 39  | 42 | 13 | 13 | 16 | 48 | 58 | -10  |
| 19   | Oldham Athletic      | 33  | 42 | 9  | 15 | 18 | 49 | 86 | -37  |
| 20   | Sheffield United     | 30  | 42 | 6  | 18 | 18 | 42 | 68 | -26  |
| 21   | Derby County         | 26  | 42 | 5  | 16 | 21 | 32 | 58 | -26  |
| 22   | Bradford Park Avenue | 24  | 42 | 8  | 8  | 26 | 43 | 76 | -33  |

|  | Champion d'Angleterre |
|  | Relégation            |

### Meilleur buteur
- Joe Smith, Bolton Wanderers, 38 buts

## Bilan de la saison
| Tableau d'Honneur                    |                      |
| Compétition                          | Vainqueur            |
| Championnat d'Angleterre de football | Burnley              |
| Coupe d'Angleterre de football       | Tottenham            |
| Charity Shield                       | West Bromwich Albion |

| Promotions et relégations |                                   |
| Promus                    | Birmingham City Cardiff City      |
| Relégués                  | Derby County Bradford Park Avenue |

## Sources
- Classement sur rsssf.com